# Isole Frisone Occidentali
Le isole Frisone Occidentali sono una serie di isole dei Paesi Bassi situate tra il Mare del Nord e il Mare dei Wadden, parte dell'arcipelago delle Isole Frisone.
Le isole maggiori sono, da ovest a est: Texel, Vlieland, Terschelling, Ameland e Schiermonnikoog.
Le isole sono sorte durante l'ultima era glaciale e da allora la morfologia delle stesse è variata parecchio. I processi che ne hanno modificato e ne continuano a modificare la morfologia sono soprattutto lo spostamento di sabbia, l'erosione e la sedimentazione lungo le coste, tipici dei paesaggi caratterizzati dalle maree. La geografia della zona è variata sia a causa delle tempeste che periodicamente si sono abbattute sulle coste, sia per l'intervento dell'uomo. Nel corso dei secoli alcune isole sono scomparse; quelle di cui si ha traccia sono Eierland, Monnikenlangenoog, Bosch, Corresant e Heffesant.
Tra le tempeste che hanno modificato la morfologia si ricorda quella più devastante mai registrata avvenuta nella notte di Santa Lucia del 1287. L'intervento dell'uomo più importante nell'area è stato la costruzione della diga Afsluitdijk che ha profondamente modificato le correnti del Mare dei Wadden e la morfologia delle isole. I lavori alla diga hanno inoltre, nel 1924, unito l'allora isola di Wieringen alla terraferma.
Le isole Frisone sono una delle principali mete turistiche dei Paesi Bassi e molte di esse sono riserve naturali.

## Isole
| Isola           | Popolazione | Superficie | Provincia             |
| --------------- | ----------- | ---------- | --------------------- |
| Noorderhaaks    | disabitata  | 5 km²      | Olanda Settentrionale |
| Texel           | 13641       | 463,28 km² | Olanda Settentrionale |
| Vlieland        | 1113        | 36,13 km²  | Frisia                |
| Richel          | disabitata  | 1,16 km²   | Frisia                |
| Terschelling    | 4721        | 86,16 km²  | Frisia                |
| Griend          | disabitata  | 0,1 km²    | Frisia                |
| Ameland         | 3591        | 58,83 km²  | Frisia                |
| Rif             | disabitata  | 0,1 km²    | Frisia                |
| Engelsmanplaat  | disabitata  | 0,8 km²    | Frisia                |
| Schiermonnikoog | 942         | 43,99 km²  | Frisia                |
| Simonszand      | disabitata  | 0,9 km²    | Groninga              |
| Rottumerplaat   | disabitata  | 7,82 km²   | Groninga              |
| Rottumeroog     | disabitata  | 2,65 km²   | Groninga              |
| Zuiderduintjes  | disabitata  | 0,74 km²   | Groninga              |